# Грб Славоније
Грбови Славоније је углавном представљен са три водоравне линије, бело-црвено-беле, преко плавог поља, и на црвеном пољу куна у скоку, на плавој подлози, са златном шестокраком звездом у горњој половини.
Пре тога је постојала знатно једноставнија верзија грба, такође са куном у скоку, али са три црвена пса, једна испод друге, на сребрној подлози, што доста личи на енглеске грбове.

## Галерија грбова Славоније
- Грб Славоније према 
 илирским грбовницима
- Грб Славоније према 
 Београдском грбовнику II
- Грб Славоније према 
 Коренић–Неорић грбовнику
- Грб Славоније 
 17. век
- Грб Славоније 
 18. век
- Грб Краљевине Славоније 
 19. век